# أسد بن الفرات
أبو عبد الله أسد بن الفرات بن سنان قاضي القيروان، تلميذ الفقيه مالك بن أنس. وُلد سنة 142 هـ/759 م بحرّان من أعمال ديار بكر بالشام (وأصله من نيسابور). رحل أبوه من حرّان إلى القيروان في جيش محمد بن الأشعث عام 144هـ/761م وأخذه معه وهو طفل فنشأ بها وتفقه فيها. تلقى العلم بإفريقية عن علي بن زياد ثم ارتحل إلى المشرق في طلب العلم سنة 172 هـ/788م، وأخذ عن الإمام مالك، ثم ارتحل إلى العراق وأخذ عن أبي يوسف والشيباني مذهب أبي حنيفة، ثم ارتحل إلى مصر، فقابل أئمة الفقة من أصحاب مالك، فأخذ عن ابن القاسم. اشتغل بعد رجوعه بالتدريس ونشر العلم، فكان يدرّس المذهبين الكبيرين السائدين في العالم الإسلامي إذ ذاك، مذهب أهل الحديث في المدينة النبوية، ومذهب أهل الرأي في بغداد. فتتلمذ عليه الكثير أمثال سحنون بن سعيد. وهو أول من أدخل مذهب الإمام مالك إلى المغرب الأوسط.
اتخذ ابن الفرات القيروان مقراً له بعد عودته، فأقبل عليه الناس من كل مكان، من المغرب والأندلس، فاشتهر أمره وظهر علمه وارتفع قدره، وجاءته الأسئلة من أقصى البلاد ليجيب عنها فكان يجلس إليه أتباع مذهب مالك، وأصحاب المذهب العراقي، فيأخذ في عرض مذهب أبي حنيفة، وشرح أقوال العراقيين، فإذا فرغ منها صاح صائح من جانب المجلس: «أوقد المصباح الثاني يا أبا عبد الله»، فيأخذ في إيراد مذهب مالك وشرح أقوال أهل المدينة، فكان هذا نهجاً جديداً في دراسة الفقه المقارن.

## القضاء والإمارة
وفي سنة 204 هـ/819م ولي قاضيا على القيروان وبقي بهذه الخطة إلى أن عزم زيادة الله بن إبراهيم فتح صقلية فعينه أميرا على الجيش والأسطول ووجهه لفتح جزيرة صقلية سنة 212 هـ/827م فخرج بتسعمائة فارس وعشرة آلاف راجل، ووصل بعد خمسة أيام إلى مرسى مزارا في جنوب غرب صقلية الموافق يوم الثلاثاء 18 ربيع الأول سنة 212 هـ/17 يونيو 827 م وفتحها. انهزم البيزنطيون ممن كانوا في هذه المدينة وهربوا إلى مدينة أخرى تسمى «قصريانة»،
توفي أسد بن فرات بمرض الطاعون أثناء حصاره لمدينة سرقوسة وذلك في شهر ربيع الثاني سنة 213 هـ/828 م ودُفن في «قصريانة». وقد ذكر الصفدي في «الوافي بالوفيات» أنّه دُفِن في بلرَم، وهي مدينة بالرمو الإيطاليّة، وذلك أثناء حِصار سرقوسة، التي يبدو أنّهم كانوا يحاربونها من صقلية الإيطاليّة.
من أشهر مؤلفاته «الأسدية في فقه المالكية» نسبة لاسمه.